# Хадденем (Бакингемшир)
Хадденем (англ.  Haddenham) — крупная деревня в районе Эйлсбери-Вейл в английском графстве Бакингемшир. Деревня находится в 5 милях (8 км) к юго-западу от Эйлсбери и 2 милях (3 км) к северо-востоку от Тейма. Входит в состав Лондонского пригородного пояса.

## Климат
Климат в Хадденеме — умеренно морской. Он отличается мягкостью и умеренностью в течение всего года. Летом здесь тепло, но редко жарко. Дневная температура летом редко поднимается выше 33 °C, хотя в последние годы отмечается более жаркая летняя погода. Зимой прохладно, но не морозно, ночью температура, как правило, не опускается ниже −7 °C. Снегопады редки. Снежный покров сохраняется лишь около 5 дней в году и высота снежного покрова незначительна (около 25 мм).

## Люди, связанные с Хадденемом
В этой деревне жил известный астроном Уильям Руттер Дейвс.
Хадденем долго был оплотом радикализма и, в частности, Бакингемширского Союза батраков, учрежденного в 1872 году Эдвардом Ричардсоном Динтоном .

## Достопримечательности
Аббатство Нотли находится на расстоянии 1,7 мили от Хадденема.
Деревня использовалась в качестве декораций для большого числа телевизионных программ, например Дживс и Вустер и восемь эпизодов Убийств в Мидсомере. Последний был снят в самой деревне и её предместьях.